# Jowelle de Souza
Taylor Jowelle de Souza  (ur. 12 maja 1974 w Trynidadzie i Tobago) – trynidadzko-tobagijska fryzjerka i polityczka. W 2022 roku członkini Senatu Trynidadu i Tobago jako pierwsza zadeklarowana osoba LGBT i transpłciowa w trynidadzko-tobagijskim parlamencie.

## Życiorys

### Młodość, edukacja i kariera zawodowa
de Souza urodziła się w 1974 roku w Trynidadzie i Tobago.
W 1993 roku, wieku 19 lat przeszła tranzycję płciową jako pierwsza osoba w Trynidadzie i Tobago. W 1997 roku została pierwszą osobą, która pozwała rząd Trynidadu i Tobago o dyskryminację na tle orientacji seksualnej ze względu na jej status jako osoby transpłciowej. W 2001 roku podpisała ugodę, w wyniku której uzyskała 5000 USD (według innych źródeł 30 000 USD), które przekazała na cele charytatywne.
Jest właścicielką salonu piękności. Prowadzi jedno z trynidadzkich schronisk dla zwierząt, w którym w 2015 roku zamieszkiwało ponad 300 zwierząt.

### Działalność polityczna
Bezskutecznie ubiegała się o mandat w wyborach parlamentarnych w 2015 roku z okręgu wyborczego obejmującego miasto San Fernando. Swoją kampanię wyborczą oparła na rewitalizacji miasta San Fernando oraz na walce o prawa zwierząt. Wyraziła chęć wystartowania w wyborach w 2020 roku, jednak nie zarejestrowała swojej kandydatury.
15 lutego 2022 została zaprzysiężona na członkinię Senatu Trynidadu i Tobago w miejsce chorującej Jayanti Lutchmedial, reprezentującej partię United National Congress. 16 lutego 2022 wygłosiła swoją pierwszą mowę w parlamencie. 23 lutego 2022 zakończyła swoją kadencję w Senacie.
W 2025 roku zrezygnowała z członkostwa w United National Congress, jako powód podając brak działań partii w zakresie wsparcia osób transpłciowych.

### Pozostała działalność
Jest członkinią watchdoga Democracy Watch. W 2014 roku uzyskała brązowy medal Hummingbird za działalność na rzecz praw zwierząt.

### Życie prywatne
W 2015 roku posiadała 12 psów. W maju 2024 roku została okradziona i dotkliwie pobita we własnym domu.